# 大三輪大友主
大友主命 （おおともぬしのみこと、生没年不詳）は、古墳時代の豪族・三輪君の一人。

## 概要
大部主命（おおともぬしのみこと）、大友大人命（おおともうしのみこと）等の別名があり、『日本書紀』では大三輪大友主 （おおみわのおおともぬし）の名で登場する。三輪君の氏姓を賜姓されたと伝わる。
『先代旧事本紀』では大田田根子の子・大御気持命と出雲鞍山祇姫（乙名久志媛命）が生んだ子としている。
大友主命は三輪君（神氏・大三輪氏・大神氏）の祖とされ、『先代旧事本紀』では崇神朝に賜姓されたと記される。兄弟に神人部直や大神楉田朝臣の祖・田田彦命と、賀茂朝臣や鴨部首、三歳祝などの祖・大鴨積命がいる。

## 記録
『先代旧事本紀』「地祇本紀」に、素戔嗚尊十一世孫で、崇神天皇の時に「大神姓」を賜ったとある。
『日本書紀』巻第六によると、「一（ある）に云はく」として、新羅の王子、天日槍が艇（はしぶね）に乗って、播磨国に停留して、宍粟邑（現在の宍粟郡）に来た時、垂仁天皇が大友主と、市磯長尾市とを派遣して、「お前は誰で、どこの国の人間か」と尋ねた、とある。。
『書紀』巻第八の最後には、皇后の気長足姫（のちの神功皇后)が武内宿禰大臣・中臣烏賊津連（なかとみ の いかつ むらじ）・物部胆咋連（もののべ の いくい の むらじ）、大伴武以連（おおとも の たけもつ の むらじ）に詔をして、
とおっしゃられ、4人の大夫（まえつきみ）に命じて、百寮を率いさせ、（仲哀天皇がなくなったばかりの）宮中を守らせた、という。